# Stefania schuberti
Stefania schuberti (tên tiếng Anh: Rana Stefania Del Auyan-tepui) là một loài ếch trong họ Hemiphractidae. Chúng là loài đặc hữu của Venezuela.
Các môi trường sống tự nhiên của chúng là các khu rừng vùng núi ẩm nhiệt đới hoặc cận nhiệt đới và sông.